# Sangkilon
Sangkilon is een bestuurslaag in het regentschap Padang Lawas van de provincie Noord-Sumatra, Indonesië. Sangkilon telt 360 inwoners (volkstelling 2010).